# Redifusió de continguts web

Icona habitual de redifusió de continguts web

La Redifusió de continguts web consisteix que part del contingut d'una pàgina web es posa a la disposició d'altres llocs o subscriptors individuals en la forma de canals web, essent el format més habitual l'RSS, tot seguit per l'Atom. Els programes informàtics compatibles amb algun d'aquests estàndards consulten periòdicament una pàgina amb titulars que enllacen amb els articles complets en el lloc web original. A diferència d'altres mitjans de comunicació, els drets de redifusió de continguts web solen ser gratuïts, i no sol intervenir un contracte entre les parts sinó una llicència de normes d'ús. S'inicia en 1995 quan Ramanathan V. Guha i altres a lAdvanced Technology Group d'Apple Computer van desenvolupar el Meta Content Framework (MCF).